# Félix Auvray

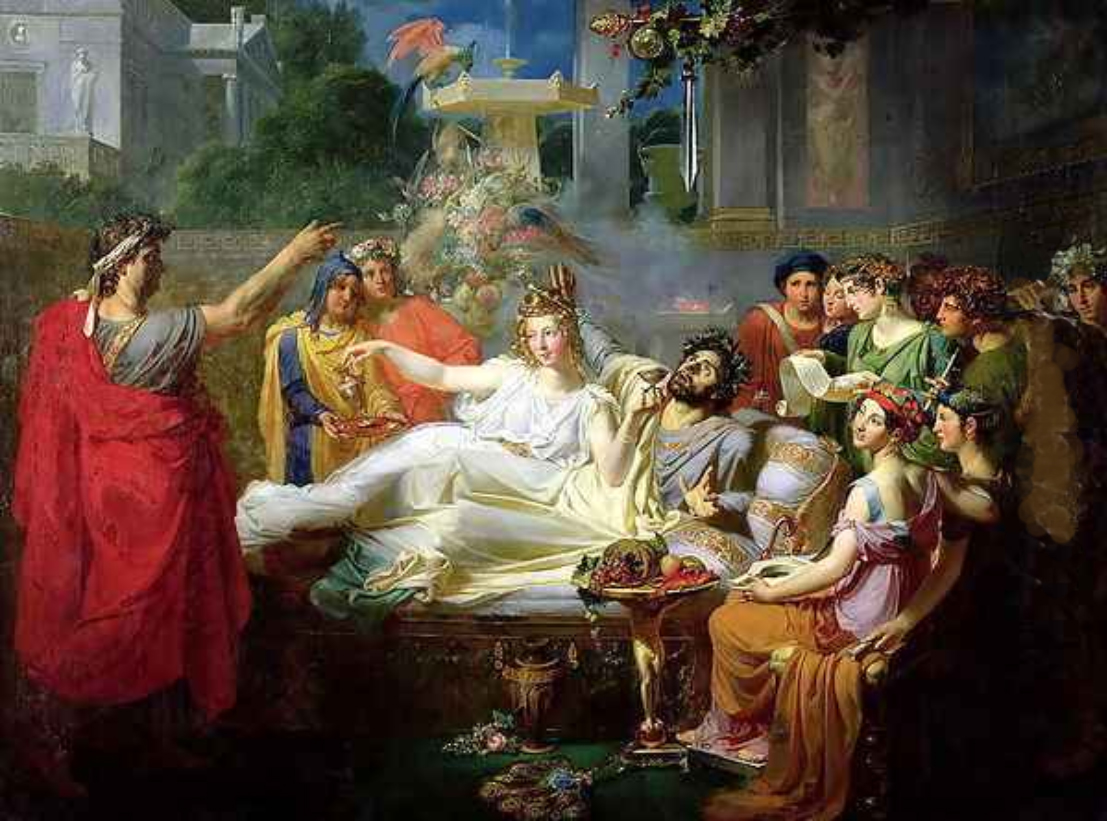
Das Damoklesschwert

Félix Auvray (* 31. März 1800 in Cambrai; † 11. September 1833 ebenda) war ein französischer Historienmaler, Karikaturist und Schriftsteller.
Auvrays Brüder wurden auch Künstler: der Maler Alexandre-Hippolyte Auvray (1798–1860) und der Bildhauer Louis Auvray (1810–1890). Noch im Kindesalter kam er mit seinen Eltern nach Valenciennes. Er war ab 1812 Schüler an der Kunstschule in Valenciennes bei Jacques-François Momal und dank dem Stipendium der Stadt Valenciennes studierte er ab 1820 an der École des beaux-arts de Paris bei Antoine-Jean Gros.
Auvray beschäftigte sich mit der Historienmalerei. Er debütierte 1824 auf dem Pariser Salon mit zwei Gemälden, 1827 stellte er noch eins aus. 1825 kam er nach Italien, zuerst nach Rom, 1826 nach Florenz. Dort entstand sein wichtigstes Werk, „Das Damoklesschwert“, das sich derzeit im Museum von Valenciennes befindet. Er kehrte nach Paris 1828 zurück. Er starb im Alter von 33 Jahren.